# Metaphrenon lucidum
Metaphrenon lucidum là một loài bọ cánh cứng trong họ Cerambycidae.